# Nelson López (Fußballspieler)
Nelson Juan López (* 24. Juni 1941 in Argentinien) ist ein ehemaliger argentinischer Fußballspieler, der mit der Nationalmannschaft seines Heimatlandes an der Fußball-Weltmeisterschaft 1966 teilnahm.

## Karriere
Nelson López begann mit dem Fußballspielen bei River Plate in Argentiniens Hauptstadt Buenos Aires. 1961 wurde er dabei in die Profimannschaft des argentinischen Nobelvereins übernommen. In einem Team um Stars wie Ermindo Onega, Amadeo Carrizo und José Varacka konnte sich López jedoch nicht durchsetzen und machte nur sieben Ligaspiele in der Primera División der Saison 1961. Daraufhin wechselte er 1962 zum Ligakonkurrenten Rosario Central, wo er allerdings auch kaum zum Zuge kam und auch hier nur zwei Ligaspiele machte und nach nur einem Jahr in der drittgrößten Stadt Argentiniens nach Brasilien zum SC Internacional aus Porto Alegre ging. Bei dem Verein, der zur damaligen Zeit nicht zu den ganz großen Vereinen im brasilianischen Fußball zählte, spielte er ein Jahr lang Fußball.
1964 kehrte López nach Argentinien zurück und schloss sich dem Erstligisten CA Banfield aus Buenos Aires an. Bei Banfield, das sich meist im Mittelfeld der argentinischen Primera División aufhielt, avancierte er zum Stammspieler und wurde während seiner Zeit in Banfield auch für Nationaltrainer Juan Carlos Lorenzo interessant, der ihn ins Aufgebot der argentinischen Fußballnationalmannschaft für die Fußball-Weltmeisterschaft 1966 in England berief. Im Turnierverlauf wurde Nelson López nicht eingesetzt. Währenddessen erreichte seine Mannschaft bei der Weltmeisterschaft das Achtelfinale, wo man gegen den späteren Weltmeister und Gastgeber England ausschied. Nach der Fußball-Weltmeisterschaft 1966 spielte Nelson López weiter für die Nationalmannschaft seines Heimatlandes, er brachte es insgesamt auf fünf Länderspiele, ein Torerfolg blieb ihm dabei verwehrt.
Seine Nationalmannschaftszeit endete 1968. Im gleichen Jahr wechselte er, mittlerweile 27 Jahre alt, zu CA Huracán, ebenfalls in Buenos Aires angesiedelt. Bei dem kleineren Verein, der kurze Zeit später von César Luis Menotti zur ersten und bis heute einzigen Meisterschaft der Vereinsgeschichte geführt werden sollte, spielte López bis 1970 im unteren Mittelfeld der Primera División. Danach spielte er noch eine Saison für CA San Lorenzo de Mar del Plata im unterklassigen Bereich des argentinischen Fußballs.